# 杨绍军
杨绍军（1944年—），常德武陵人，汉族，中华人民共和国政治人物、第十二届全国人民代表大会湖南地区代表。
担任常德阳光孤儿院院长。2008年起担任全国人大代表。2013年，担任全国人大代表。